# Mosu
Mosu là một chi nhện trong họ Mysmenidae.